# Sonique

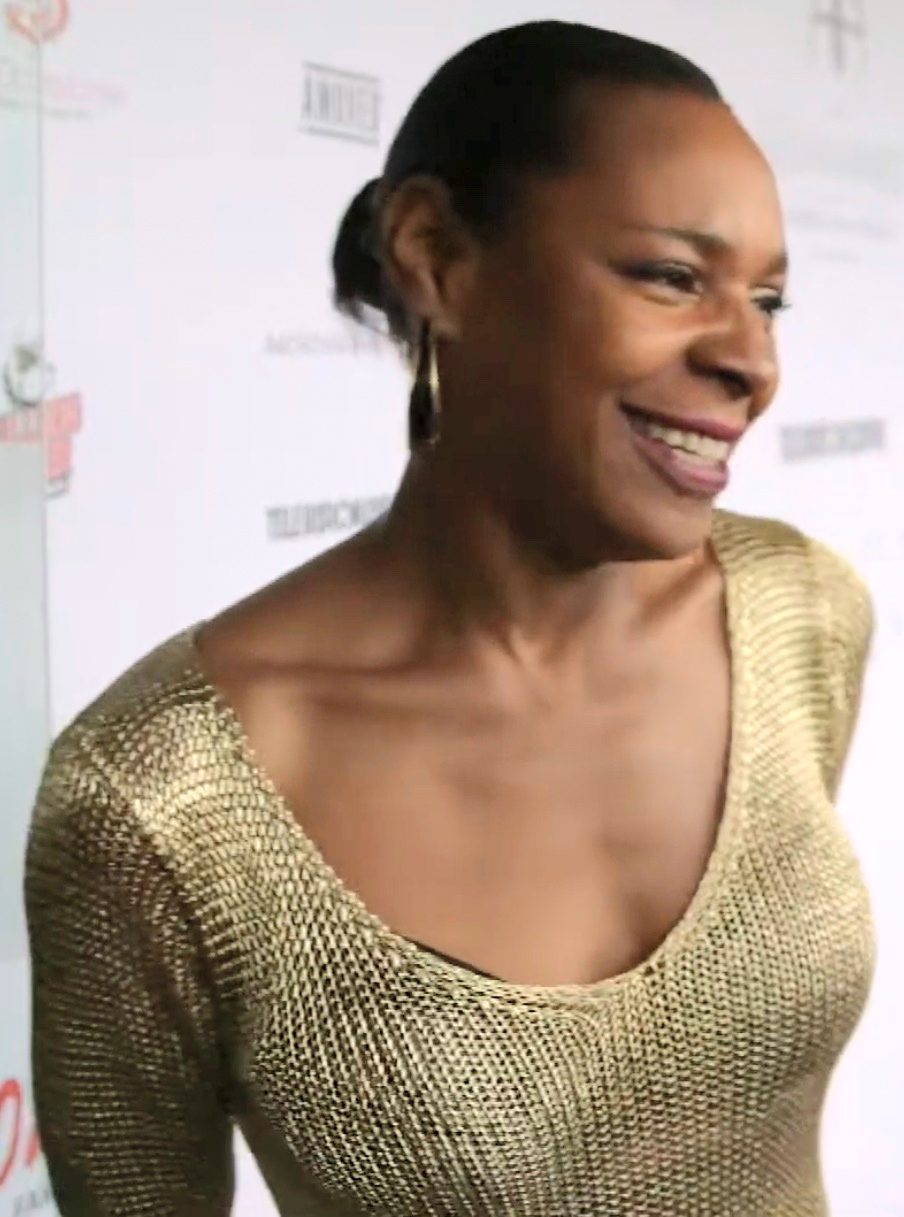
Sonique in 2017

Sonique, de artiestennaam van Sonia Marina Clarke (Londen, 21 juni 1968), is een Britse DJ en zangeres van dancemuziek.

## Biografie
Sonique begon haar muzikale carrière bij het label Cooltempo Records toen ze een tiener was. Deze samenwerking resulteerde in de hit "Let Me Hold You". Het nummer kwam zonder enige promotie de top 25 binnen van de Britse Dance Charts. Vervolgens was ze te horen op verschillende opnames van dj Mark Moore's S'Express. In de tijd hierna besloot ze dj te worden. Sonique kreeg snel bekendheid als dj en draait in verschillende grote clubs in Engeland en Ibiza. Haar optredens kenmerkten zich doordat Sonique zelf over verschillende houseliedjes heen zong.
In 2000 scoorde Sonique een hit met het nummer "It Feels So Good", een nummer dat al in 1998 was uitgebracht was maar in 2000 heruitgebracht werd en toen een hit werd. In hetzelfde jaar scoorde ze nog een hit met "Sky".
In 2001 ontving Sonique een Brit Award in de categorie "British female solo artist".

## Discografie

### Albums
| Release | Album                                                            | UK   | US  | AUS | NL  |
| ------- | ---------------------------------------------------------------- | ---- | --- | --- | --- |
| 1998    | Fantazia British Anthems... Summertime (gemixt door Sonique)     | —    | —   | —   | —   |
| 2000    | Serious Sounds of Sonique - In the Mix & on the Mic (liveopname) | —    | —   | —   | —   |
| 2000    | Hear My Cry                                                      | #6   | #67 | #50 | #70 |
| 2001    | Club Mix (gemixt door Sonique)                                   | —    | —   | —   | —   |
| 2003    | Born to Be Free                                                  | #184 | —   | —   | —   |
| 2006    | Sonique on Kosmo                                                 | —    | —   | —   | —   |

### Hitlijsten
| Single met eventuele hitnotering(en) in de Nederlandse Top 40 | Datum van verschijnen | Datum van binnenkomst | Hoogste positie | Aantal weken | Opmerkingen                                   |
| ------------------------------------------------------------- | --------------------- | --------------------- | --------------- | ------------ | --------------------------------------------- |
| It Feels So Good                                              | 2000                  | 29-04-2000            | 5               | 19           | Heruitgave van 1998 / Dancesmash op Radio 538 |
| Sky                                                           | 2000                  | 30-09-2000            | 34              | 3            |                                               |